# Анадирски залив
Анадирски залив (рус. Анадырский залив) се налази на североистоку Сибира у Русији. Део је Беринговог мора, између Чукотског полуострва (рт Чукотски) и рта Наварин. Претежно је плитак, са највећом дубином од 105 m.
Већи део године (10 месеци) је покривен ледом. На улазу је широк око 400 km., а дуг 278 km. Плимни вал достиже 2.5-3 m. 
У залив се улива река Анадир, а исто име носи и најважнија лука залива. 
У залив се такође уливају реке Великаја (Великая), Канчалан, и Туманскаја (Туманская).
Анадирски залив у свом саставу има и два мања залива залив Крста и залив Онемен.